# Saint-Paul-Mont-Penit

Saint-Paul-Mont-Penit este o comună în departamentul Vendée, Franța. În 2009 avea o populație de 664 de locuitori.